# Paulo Oliveira
Paulo André Rodrigues de Oliveira (Vila Nova de Famalicão, Braga, Portugal, 8 de enero de 1992) es un futbolista portugués que juega de defensa en el S. C. Braga de la Primeira Liga.

## Clubes
| Club                    | País     | Año       |
| ----------------------- | -------- | --------- |
| Vitória Guimarães       | Portugal | 2011-2014 |
| F. C. Penafiel (cedido) | Portugal | 2011-2012 |
| Sporting de Lisboa      | Portugal | 2014-2017 |
| S. D. Eibar             | España   | 2017-2021 |
| S. C. Braga             | Portugal | 2021-     |

## Palmarés

### Títulos nacionales
| Título                      | Club               | País     | Año  |
| --------------------------- | ------------------ | -------- | ---- |
| Copa de Portugal            | Vitória Guimarães  | Portugal | 2013 |
| Copa de Portugal            | Sporting de Lisboa | Portugal | 2015 |
| Supercopa de Portugal       | Sporting de Lisboa | Portugal | 2015 |
| Copa de la Liga de Portugal | S. C. Braga        | Portugal | 2024 |

### Trofeos regionales
| Título                 | Equipo      | Comunidad Autónoma | Año  |
| ---------------------- | ----------- | ------------------ | ---- |
| Euskal Herriko Txapela | S. D. Eibar | País Vasco         | 2019 |